# Doľany (Pezinok)
Doľany é um município da Eslováquia, situado no distrito de Pezinok, na região de Bratislava. Tem 22,55 km² de área e sua população em 2019 foi estimada em 1066 habitantes.

## Demografia
| Ano:        | 1994 | 2004   | 2014   | 2024   |
| ----------- | ---- | ------ | ------ | ------ |
| Broj ljudi: | 1019 | 1022   | 1082   | 1070   |
| Razlika:    |      | +0,29% | +5,87% | -1,10% |

| Ano:               | 2023 | 2024   |
| ------------------ | ---- | ------ |
| Número de pessoas: | 1077 | 1070   |
| Diferença:         |      | -0,64% |